# Stari most u Sisku
Stari most jedan je od 6 sisačkih mostova. Danas ga velik broj stručnjaka smatra najljepšim hrvatskim mostom.

## Uvod
Razdoblje između dva svjetska rata jedno je od najplodnijih razdoblja sisačkog gospodarstva. Zahvaljujući snažnom gospodarskom razvoju grada, ponovno se počinje ulagati u infrastrukturu. Tako je 1925. godine prema projektu inženjera Milivoja Frkovića otpočela gradnja novog mosta preko rijeke Kupe. Novi kameni most izgrađen je tik do starog drvenog kupskog mosta, koji je nakon dovršenja novog mosta 1934. godine srušen. Naime, stari je drveni most već godinama bio u vrlo lošem stanju. Nakon sedam desetljeća njegove uporabe (otvoren je 1861. godine), promet starim mostom više nije bio siguran. Osnova za izgradnju novog mosta dovršena je već 1921. godine, no zbog financijskih razloga njegova je realizacija više puta odgađana. Kada je konačno 1925. godine izgradnja otpočela, trajala je punih devet godina.

## Položaj
Most se proteže preko rijeke Kupe, a povezuje Stari Sisak s Novim Siskom.

## Usporedni infrastrukturni radovi
Zbog posljedica velike gospodarske krize, grad se u proteklom razdoblju sporije izgrađivao. To se osobito odnosilo na stambenu izgradnju, pa je u gradu vladala velika stambena kriza. Zbog izrazite industrijalizacije grada i velikog priljeva siromašnog sloja stanovništva koje je iz sisačke okolice dolazilo u grad u potrazi za poslom, najveći dio stambene izgradnje vezan je uz jeftinija zemljišta novog Siska te uz lokacije industrijskih zona. Tridesetih je godina najveći broj stambenih objekata izgrađen u južnom dijelu Novog Siska, Capragu, te u sjevernom i istočnom dijelu Starog Siska. Tome je pogodovala izgradnja željeznice, koja je uvelike utjecala ne samo na gospodarski razvoj grada, već i na njegov ukupan urbanistički razvoj, izgradnju, te formiranje njegove funkcionalne strukture. Sredinom tridesetih godina, zahvaljujući opsežnim hidrotehničkim radovima, bitno su poboljšani uvjeti izgradnje i razvoja grada. Intenzivnija izgradnja područja Starog Siska izvan povišene antičke jezgre i pored postojanja nasipa još je uvijek bila otežana povremenim poplavama, što je onemogućavalo početak intenzivnije stambene valorizacije i tih dijelova grada. Naime katastrofalna poplava 1934. godine potvrdila je staru bojazan Sisčana - postojeći nasipi nisu bili dovoljno visoki u uvjetima ekstremno visokih vodostaja. S lošim stanjem nasipa oko Siska upoznati su tadašnji ministar građevina Stjepan Srkulj i ban savske banovine Ivo Perović, koji su obećali kredite za izgradnju novih nasipa u Sisku. Nakon što je Vojislav Krasojević izradio nacrte za izgradnju nasipa, a oni odobreni od banske uprave i Ministarstva građevine, 1935. otpočeli su opsežni radovi na utvrđivanju nasipa na Kupi i Savi. Novi obrambeni nasip projektiran je za područje od ušća Kupe u Savu do jakog transverzalnog nasipa koji na sjevernoj strani štiti grad od poplava rijeke Odre. Projektirana trasa nasipa bila je duga 5 kilometara. Visina nasipa u Galdovu dostizala je 6 metara. Istodobno, nastavljeni su i radovi na utvrđivanju nasipa duž kupske obale, čime je Sisak konačno zaštićen od poplava koje su svakih nekoliko godina nanosile neprocijenjive štete gradu i okolici.

## Izgradnja i njezine posljedice
Istovremeno, s radovima na utvrđivanju obale, radilo se na izgradnji sisačkih mostova. 1934. godine dovršena su čak dva sisačka mosta. Naime, te je godine nakon devet godina gradnje konačno dovršen novi zidani most preko rijeke Kupe. Svojim izgledom plijenio je pozornost kako u vrijeme nastanka, tako i danas. Izgradnja novog kupskog mosta bitno je utjecala na fizionomiju starog Žitnog trga u Novom Sisku. Nakon što je stari trg izgubio svoje trgovačke funkcije premještanjem žitne burze u prostor Starog Siska 1934. godine, izgubio je i izgled trga, postavši tek cestovni prilaz novoizgrađenom mostu. Novi je kupski most uvelike promijenio i fizionomiju Trg bana Josipa Jelačića koji je cestom koja čini luk između Trga i Velikog kaptola, smanjio površinu parka te odvojio Veliki kaptol od šetališta. Istovremeno, most je omogućio da sada i veći brodovi mogu proći ispod njega i uploviti u teretno pristanište u sjevernom dijelu grada, što je bitno pridonijelo održavanju sisačke teretne riječne luke. Iste je godine Sisak dobio i novi most preko rijeke Odre. Novi betonski most, izgrađen je na mjestu starog dotrajalog drvenog mosta.
Tako je Sisak 1934. godine dobio čak dva nova mosta, potaknuvši na taj način puteve vlastitog napretka.

## Galerija fotografija
- Zgrada „Velikog Kaptola“ pokraj Starog mosta
- Šetnica uz Kupu (u pozadini Stari most)
- Stari most - pogled sa Šetnice